# Liste des maires de Chlef
 (juin 2019).
Si vous disposez d'ouvrages ou d'articles de référence ou si vous connaissez des sites web de qualité traitant du thème abordé ici, merci de compléter l'article en donnant les références utiles à sa vérifiabilité et en les liant à la section « Notes et références ».
L'article reprend l'ensemble des commissaires civils et maires de la ville de Chlef, chef-lieu de la Wilaya de Chlef (Algérie), ou des personnes qui ont exercé à titre provisoire la fonction de maire, depuis l'installation d'une administration civile par la création du commissariat civil d'Orléansville en 1851.
- Galaud Lafage : 19 décembre 1851-1852[4]
- Pinot : 1852-1852
- Devoisin : 1852-1853
- De Gantès : 1853-1853
- Charles Oscar de Montigny : 1853-1854

Né le 9 avril 1818 à Perreux (Yonne), fils de Gaston Louis Joseph De Montigny, maire du Perreux (Yonne) (1815-1830), il fut aussi receveur de l'octroi de Paris et sous-préfet. Il meurt à paris le 16 juin 1912, âgé de 94 ans. Il reçoit la légion d'honneur en 1920.
- Ferdinand Duboc : 1854-1859

Né en 1813, il a fait ses études à Saint-Cyr. Il commença sa carrière militaire en Algérie de 1832 à 1853, affecté au Gouvernement général où il est chargé de l'accueil des colons. Artiste et ancien administrateur, chef de bureau de la préfecture de Constantine, muté  ensuite à Orléansville, en qualité de commissaire civil de 2e  classe. Il fut le premier  maire de la ville. Il meurt en 1869.
- Poulharies : 1859-1862
- Franz Lienhart : 1862-1864
- Joseph-François Aumerat (d) : 1864-1867
- Jules Mathieu : 1867 (environ 6 mois)
- Auguste Blanc : 1867-1869
- Auguste Casanova : 1869-1870
- Camille Boudet : 1870-1871
- Annet Guignette : 1871-1873 & 1874-1875
- Michel Comprédon : 1873-1874
- Valesqui : 1875 (environ 3 mois)
- Hyppolite Geoffroy : 1875-1880
- Anatole Rey : 1880-1882
- Adrien Fruchier : 1882-1883
- Auguste Morand de la Genovroye : 1883-1884 et en 1904
- Henri Fourrier : 1884-1894
- Joseph Casanova : 1894-1902
- Albert Attard : 1902-1903
- Paul Robert : 1904-1910
- Louis Clément : 1910-1919 & 1929- ?
- Joseph Robert : 1919-1929
- Auguste Rencurel : ? - 1941 & 1943-1953
- Georges Grall : 1941-1943
- Raoul Plait : 1943-1943
- Ange Bisgambiglia : 1953-1958
- Louis Nicole : 1958-1959
- Henri Rigaud : 1959-1962
- Ali Bouzid : 1962 (environ 2 mois ½)

Ancien instituteur à Orléansville, originaire de Palestro (aujourd'hui Lakhdaria). Désigné président de la première délégation spéciale d'Orléansville le 27 juillet 1962. Le 3 octobre de la même année, Benali Ameur lui succède. Il s'installe à Alger par la suite et devient secrétaire général du ministère de la jeunesse et des sports.
- Ameur Benali : 1962-1966 et 1971-1975

Ancien instituteur, né le 21 avril 1911, à Béni Oucif (Tizi Ouzou). Il poursuivit ses études primaires à Tizi Ouzou. De 1925 à 1929, il est à l'école l'Allemant d'Orléansville. Il est admis ensuite en octobre 1929 à l'école normale des instituteurs à Bouzareah (Alger) à l'âge de 18 ans. Diplômé en juin 1932, il est instituteur à Garboussa puis à Bordj Bou Naama. Mobilisé en septembre 1939 lors de la Seconde Guerre mondiale, affecté au Liban, puis à la Syrie, jusqu'en mars 1940. Directeur de l'école Molière (Bordj Bou Naama) de 1950 à 1957. Directeur de la Freme (Hay El Houria) de 1957 à 1960. Directeur du Cours complémentaire à l'école l'Allemant  de 1960 au 1er janvier 1963, date de son admission à la retraite. Membre de la délégation spéciale en juillet 1962, il est désigné Président de ladite délégation le 3 octobre 1962 en remplacement de M.Bouzid Ali. Reconduit le 10 juin 1963. En 1966, il est remplacé par M.Djebbour Cherif. Élu Président d'APC. Marié 7 enfants et mort à Alger.
- Cherif Djabbour : 1966-1967 et 1967-1971

Ancien instituteur, né le 26 avril 1903 à Oued Fodda ? Élu conseiller municipal lors des élections d'octobre 1947 dans les listes du MTLD de Messali Hadj. Il démissionna dès le 28 juin 1948. À l'indépendance, il est nommé sous-préfet de Theniet El Had. Président de la délégation spéciale d'El Asnam de 1966 à 1967. Élu président de l'APC, lors des premières élections communales de 1967. En 1967, il est remplacé par Benali Ameur. Il meurt à El Asnam le 30 avril 1976 à l'âge de 73 ans.
- Bouaïssi Aoufene : 1975-1979

Ancien cheminot à la gare d'El Asnam, né le 4 avril 1929 à Sidi Akkacha. Après avoir fréquenté le primaire dans sa ville natale, il poursuivit ses études au collège d' Orléansville. Recruté comme cheminot dès 1956. Incarcéré durant 6 mois en 1957 à la maison d'arrêt d'Orléansville, pour ses activités révolutionnaires. Élu président de l'APC en remplacement à Ameur Benali. Il mourut le 8 juin 1988 à Chlef à l'âge de 58 ans à la suite d'une longue maladie. Père de 4 filles et 2 garçons.
- Belkacem Chorfa : 1979-1984

Ancien chef de Service à la Sogedia d'El Asnam, né le 24 octobre 1928 à Orléansville. Ancien membre lors de la première APC en 1967. Vice-président d'APC en 1975. Élu président le 16 décembre 1979. Il est élu vice-président de l'APW de Chlef. Retraité, père de 2 enfants. Il meurt en 2013 à l'âge de 85 ans.
- Boudjethia Jazouli : 1984-1989

Né le 24 juin 1947 à Labiod Medjadja (Wilaya de Chlef), il termine sa scolarité au lycée El Asnam pour suivre plus tard en 1967 une formation à l'école d'application économique et financière à Alger où il obtient un grade d'inspecteur des impôts en 1970. Il occupa successivement le poste de directeur de wilaya des impôts à Blida et Alger. Membre du bureau fédéral de Fédération algérienne de football entre 1990 et 1996. Il fut aussi dirigeant et président de l'équipe de football l''Association sportive olympique de Chlef durant la période 1971 et 1989.
- Mohamed Chenouf : 1990- 1992

Ancien administrateur, militant du Front islamique du salut dissous. Élu président de l'APC de Chlef en juin 1990. Il quitte définitivement son mandat  électif en février 1992, après l'annulation des législatives de 1991.
- D.E.C (Délégation exécutive communale) : 1992-1997
- Boualem Benarbia : 1997-2000

Né en 1960 à Chlef, attaché d'administration auprès de la commune de Chlef. Ancien membre de la DEC sortante, élu président de l'APC / RND en octobre 1997. Il est remplacé par Ali Mekrane le 23 mai 2000.
- Ali Merkane : 2000-2002

Né à Chlef en 1958. Ancien maitre d'EPS (éducation physique), élu membre de l'APC de Chlef, à majorité RND, le 23 octobre 1997. Désigné délégué communal jusqu'en mai 2000, lorsqu'il est élu le 24 mai en qualité de président d'APC.
- Mohamed Thamer Karim Dziri : 2002-2012

Originaire de Kabylie (Béjaïa), né en 1959, fils d'un postier, établi à Chlef depuis 1972. Ingénieur des ponts et chaussées. Élu président de l'APC à tendance FLN en octobre 2002.
- Mohamed Teguia : 2012-2017

Né le 13 novembre 1953 à Chlef. Fils de Chahid et ancien fonctionnaire des services agricoles. Élu P.APC en octobre 2012.
- Houssine Delihere : depuis 2017.